# 루크 아널드
루크 아널드(영어: Luke Arnold, 1984년 4월 1일 ~ )는 오스트레일리아 출신의 배우이다. 캐나다 드라마 《검은 해적》에 존 실버 역으로 출연하였다.

## 출연 작품

### 영화
- 브로큰 힐 (2009, Broken Hill)
- The Tunnel (2011)
- Murder in the Dark (2013)
- 하프 매직 (2018, Half Magic)
- 데드맨 스탠딩 (2018, Deadman Standing)

### 텔레비전
- 퍼시픽 (2010)
- 검은 해적 (2014-17)